# Górnik Zabrze
Górnik Zabrze (polsk: Klub Sportowy Górnik Zabrze) er en polsk fodboldklub hjemmehørende i Zabrze. Der er tale om en af de mest succesrige klubber i Polen med 14 polske mesterskaber.

## Titler
- Polsk Liga (14): 1957, 1959, 1961, 1963, 1964, 1965, 1966, 1967, 1971, 1972, 1985, 1986, 1987, 1988

- Polsk Pokalturnering (6): 1965, 1968, 1969, 1970, 1971, 1972

- UEFA Pokalvindernes Turnering 2'er (1): 1970

## Førsteholdstruppen

### Nuværende spillertrup 2021
- Nuværende spillertrup 2021 (90minut.pl)

## Kendte spillere
- Jakub Błaszczykowski
- Jerzy Gorgoń
- Andrzej Iwan
- Hubert Kostka
- Marek Koźmiński
- Włodzimierz Lubański
- Arkadiusz Milik
- Lukas Podolski
- Michał Pazdan
- Andrzej Szarmach
- Tomasz Wałdoch